# Kasper Larsen
Kasper Larsen (Denemarken, 25 januari 1993) is een Deens voetballer die doorgaans als verdediger speelt.

## Clubcarrière

### Odense Boldklub
In zijn jeugd kwam Kasper Larsen uit voor diverse jeugdelftallen van Odense Boldklub. In de lente van 2012 zat hij voor het eerst bij de hoofdselectie en in dat seizoen speelde hij uiteindelijk 8 Superligaen wedstrijden.

### Verhuur aan Astana FK
In februari 2015 werd bekendgemaakt dat Larsen verhuurd werd aan de Kazachse club Astana FK, hij speelde uiteindelijk geen wedstrijden voor deze club.

### FC Groningen
Op 14 augustus 2015 werd bekend dat de Eredivisionist FC Groningen de speler een contract van 3 seizoenen aanbood. De speler ging hier om 3 uur 's nachts mee akkoord en maakte de overstap naar FC Groningen. In 2018 liep zijn contract in Groningen af en maakte hij transfervrij de overstap naar het Zweedse IFK Norrköping.

## Clubstatistieken
| Seizoen         | Club            | Competitie      | Competitie | Competitie | Beker | Beker | Internationaal | Internationaal | Overig | Overig | Totaal | Totaal |
| Seizoen         | Club            | Competitie      | Wed.       | Dlp.       | Wed.  | Dlp.  | Wed.           | Dlp.           | Wed.   | Dlp.   | Wed.   | Dlp.   |
| --------------- | --------------- | --------------- | ---------- | ---------- | ----- | ----- | -------------- | -------------- | ------ | ------ | ------ | ------ |
| 2011/12         | Odense Boldklub | Superligaen     | 8          | 0          | 0     | 0     | –              | –              | –      | –      | 8      | 0      |
| 2012/13         | Odense Boldklub | Superligaen     | 22         | 0          | 2     | 0     | –              | –              | –      | –      | 24     | 0      |
| 2013/14         | Odense Boldklub | Superligaen     | 29         | 0          | 1     | 0     | –              | –              | –      | –      | 30     | 0      |
| 2014/15         | Odense Boldklub | Superligaen     | 14         | 2          | 0     | 0     | –              | –              | –      | –      | 14     | 2      |
| 2015/16         | Odense Boldklub | Superligaen     | 4          | 0          | 0     | 0     | –              | –              | –      | –      | 4      | 0      |
| 2015/16         | FC Groningen    | Eredivisie      | 13         | 0          | 1     | 0     | 5              | 0              | 1      | 0      | 20     | 0      |
| 2016/17         | FC Groningen    | Eredivisie      | 22         | 0          | 2     | 0     | –              | –              | –      | –      | 24     | 0      |
| 2017/18         | FC Groningen    | Eredivisie      | 12         | 0          | 0     | 0     | –              | –              | –      | –      | 12     | 0      |
| 2018            | IFK Norrköping  | Allsvenskan     | 8          | 1          | 0     | 0     | 0              | 0              | 0      | 0      | 8      | 1      |
| 2019            | IFK Norrköping  | Allsvenskan     | 22         | 1          | 0     | 0     | 0              | 0              | 0      | 0      | 22     | 1      |
| 2019/20         | IFK Norrköping  | Allsvenskan     | 0          | 0          | 1     | 0     | 6              | 0              | 0      | 0      | 7      | 0      |
| 2019/20         | Odense BK       | Superligaen     | 11         | 1          | 0     | 0     | 0              | 0              | 0      | 0      | 11     | 1      |
| 2020/21         | Odense BK       | Superligaen     | 22         | 0          | 3     | 0     | 0              | 0              | 0      | 0      | 25     | 0      |
| 2021/22         | Odense BK       | Superligaen     | 3          | 0          | 0     | 0     | 0              | 0              | 0      | 0      | 3      | 0      |
| Carrière totaal | Carrière totaal | Carrière totaal | 190        | 5          | 10    | 0     | 11             | 0              | 1      | 0      | 212    | 5      |

## Interlandcarrière
Larsen kwam uit voor diverse jeugdelftallen van Denemarken. Hij maakte zijn debuut voor Denemarken onder 21 op 10 december 2012 in een vriendschappelijke wedstrijd tegen de leeftijdsgenoten van Oekraïne. In 2016 werd hij geselecteerd voor de Deense ploeg voor de Olympische Spelen. Bij dat toernooi verloor de ploeg van bondscoach Niels Frederiksen in de kwartfinale met 2-0 van de latere winnaar van de bronzen medaille, Nigeria.